# 부산과학기술대학교
부산과학기술대학교(釜山科學技術大學校, Busan Institute of Science and Technology)는 대한민국 부산광역시 북구의 사립 전문대학이다.

## 연혁
부산과학기술대학교는 1976년 12월 31일 성지공업전문학교로 설립되었다. 이듬해 3월 17일 개교하였고, 2년 뒤인 1979년, 성지공업전문대학으로 개편되었다. 1985년 1월 5일, 현 캠퍼스 소재지로 이전하였고, 3월에 부산전문대학으로 교명을 변경하였다. 4년 뒤인 1989년 5월, 부산정보대학으로 교명을 변경하였다.
2011년, 이명박 정부의 교육과학기술부 등에서 평가한 대학 평가에 따라 재정지원제한대학으로 선정된 바 있다. 이듬해 3월 16일, 부산과학기술대학교로 교명을 변경한 이후, 각종 국책 사업에서 성과를 보이고 있다.

## 교육편제
부산과학기술대학교는 2022년 기준, 자연과학계열, 공학계열, 인문사회계열, 예체능계열 등 4개 계열을 자체 설정하고 34학과 등을 설정하고 전문학사 학위 과정을 교수하고 있다.

## 교육 방침상의 특징

### 국제 교류
부산과학기술대학교는 10개 국가의 각종 학교들과 교류 중에 있다고 하나, 실제 대학 기관과 교류하고 있는 국가는 8개국의 각종 대학들과 교류 중에 있다.

### 장학 제도
신입생특별장학금 11종 외 17종의 교내장학금과 중앙문화장학회 장학금 외 24종의 교외장학금이 있다. 재학생 1인당 평균 수혜 장학금은 3,459,482원으로, 전국 전문대학 평균 1인당 장학금 수혜 금액인 3,507,414원과 비교하였을 때 47,932원 적은 경향을 보이고 있다. 부산광역시 기준 평균 수혜 장학금액인 3,741,466원과 비교하였을 때 281,984원 적다.

## 캠퍼스 풍경
부산과학기술대학교는 부산광역시 북구에 위치한 사립 전문대학으로, 캠퍼스는 구포동에 위치하며, 12만 2839m2의 교지에 약 12동의 건축물이 위치해 있다. 캠퍼스 동부에서 낙동북로722번가길이 수직으로, 사랑로132번길이 수평으로 지나 접근이 가능하다. 캠퍼스 남부는 산지가 펼쳐져 있다. 

### 주요 건축물
- 백양관: 도서관이 입주해 있는 건축물이다. 1977년 3월 성지공업전문학교 도서관으로 개관한 이후, 현재의 교명에 맞추어 부산과학기술대학교 도서관으로 있다. 2018년 기준으로, 도서관의 장서 보유량은 149,148권이며, 이는 재학생 1인 당 37.3권에 해당하는 수치이다.[10]